# Rodalia de Múrcia-Alacant

Esquema de zonificació de rodalies entre Múrcia, Elx i Alacant

La xarxa ferroviària de trens de rodalia de Múrcia-Alacant es conforma de tres línies d'ample ibèric, que travessen Múrcia, l'extrem orient de la província d'Almeria i les comarques del Baix Segura, Baix Vinalopó i l'Alacantí, al País Valencià. Enllacen la zona metropolitana de l'Horta de Múrcia i Alacant que comprèn una zona d'alta població urbana amb ciutats com Alacant, Alcantarilla, Elx, Llorca, Oriola i Múrcia. Està formada per les següents línies, totes elles gestionades per Renfe sobre la infraestructura d'Adif amb un recorregut de 200 km de vies fèrries i un total de 26 estacions en servei:
| Línia | Recorregut                                                         |
| C-1   | Alacant terminal - Elx - Crevillent - Oriola - Múrcia              |
| C-2   | Múrcia - Llorca - Águilas                                          |
| C-3   | Alacant terminal - Universitat d'Alacant - Sant Vicent del Raspeig |

Mapes de rodalies d'Alacant i Múrcia respecte del País Valencià i les comarques meridionals

## Història
El 1869 la diputació provincial el projecte de ferrocarril d'Alacant a Múrcia per Elx i la línia, operada per Companyia dels Ferrocarrils Andalusos i que fou inaugurada en 1884, amb la competència de 1904 fins al 1912 d'un tramvia a vapor. La companyia fou incautada per l'estat en maig de 1936 i posteriorment la xarxa va passar a ser operada per RENFE.

## Operació

### Línies ferroviàries
Aquesta xarxa utilitza les següents vies de la xarxa de ADIF: 
- Línia Madrid-Alacant entre Alacant i Sant Vicent del Raspeig, de via única electrificada fins al nou baixador de la Universitat d'Alacant i via doble (una de les dues electrificada) fins a Sant Vicent del Raspeig.
- Línia Alacant-Alquerías entre Sant Gabriel i Alquerías, de via única no electrificada. Utilitza també la línia de via única no electrificada que enllaça aquesta amb l'anterior.
- Línia Chinchilla de Monte-Aragón-Cartagena, de via única no electrificada, entre Alcantarilla i Múrcia.
- Variant Múrcia-Alquerías, de via doble no electrificada.
- Línia Múrcia-Águilas del Ferrocarril de l'Almanzora, de via única no electrificada.

### Material rodant
Pel fet que no és una xarxa electrificada, llevat del tram inicial de la línia C-3, en la qual la circulació es realitza per la línia Madrid-Alacant (via única electrificada), el material mòbil emprat són trens de la sèrie 592 de Renfe, anomenats camells. En 2009 s'escometrà l'electrificació de la línia C-3 al complet, que permet augmentar les freqüències dels combois i introduir-ne altres d'elèctrics, més moderns i accessibles, segons va anunciar Mario Flores, conseller d'infraestructures i transport de la Generalitat Valenciana al desembre de 2007.

### Circulacions coincidents
- La línia C-1 comparteix via amb trens de mitjana distància (regionals exprés) i trens Talgo.[6]
- La línia C-2 comparteix via entre Llorca-Sutullena i Múrcia amb trens Talgo.[7]
- La línia C-3 comparteix vies amb trens de mitjana distància (regionals i regionals exprés), Euromed, Altaria, Alvia i Talgo.[8]

### Tarifes
És tarifa per zones recorregudes d'1 a 7, amb preus progressivament majors. Hi ha tres títols de transport existents:
- Bitllet senzill: amb tarifa diferenciada entre dies feiners i cap de setmana/festius (el viatge s'ha de realitzar durant les dues hores següents a la seua expedició).
- Bitllet d'anada i tornada: només de dilluns a divendres feiners (l'anada cal fer-la dins de les dues hores següents a la de la seua expedició; la tornada es pot fer fins a la finalització del servei del dia d'adquisició).
- Abonament mensual: permet fer dos viatges diaris durant 30 dies.

| Zones travessades | Bitllet senzill (€) | Bitllet d'anada i tornada (€) | Abonament mensual (€) |
| ----------------- | ------------------- | ----------------------------- | --------------------- |
| 1                 | 1,20                | 1,65                          | 24,20                 |
| 2                 | 1,35                | 2,00                          | 31,15                 |
| 3                 | 1,85                | 3,10                          | 53,00                 |
| 4                 | 2,65                | 4,30                          | 61,85                 |
| 5                 | 3,15                | 5,10                          | 75,35                 |
| 6                 | 4,30                | 6,70                          | 92,50                 |
| 7                 | 5,55                | 9,80                          | 113,20                |

No existeix, de moment, cap tipus d'integració tarifària amb els sistemes de transport d'Alacant o de Múrcia.
És un nucli de rodalia peculiar, ja que la referència per a la tarifació per zones és l'estació de Múrcia del Carmen malgrat que una de les línies no n'isca i, per tant, la C-3 només recorre les zones 6 i 7.

### ServeisCivis
Els Civis són trens de rodalia semidirectes que operen a la línia 1, on els trens només s'aturen a les estacions més importants. Generalment operen en horari punta en ambdós sentits parant en les estacions de Múrcia, Oriola, Callosa de Segura, Elx-Carrús, Elx-Parc, Sant Gabriel i Alacant.

## Línies i estacions

### Estacions principals
- Alacant Terminal
- Elx-Parc
- Múrcia del Carmen
- Oriola

### Línies
| línia | recorregut                   | km  |
| ----- | ---------------------------- | --- |
| C1    | Murcia del Carmen - Alacant  | 76  |
| C2    | Murcia del Carmen - Águilas  | 117 |
| C3    | Alacant - Sant Vicent Centre | 8   |

#### Línía C-1 Múrcia del Carmen - Alacant
El temps mitjà de viatge entre Alacant i Múrcia és d'una hora i vint minuts.

#### Línia C-2 Múrcia del Carmen - Àguiles
El temps mitjà de viatge entre Múrcia i Àguiles és d'una hor ai cinquanta minuts; entre Múrcia i Llorca, n'és de cinquanta minuts. Només tres trens recorren la línia sencera cada dia, la resta es limiten a recórrer el tram Murcia-Llorca.
Com a curiositat, aquesta línia s'endinsa uns quilòmetres en la província d'Almeria, on té estació a Pulpí i Jaravía.

#### Línia C-3 Alacant - Sant Vicent Centre
El temps mitjà de viatge entre Alacant i Sant Vicent del Raspeig és de dotze minuts.

## Projectes i reivindicacions
Està previst que la línia C-3 es convertesca en una línia de rodalia que unesca els municipis de Villena i Alacant quan entre en funcionament la línia d'alta velocitat, que així alliberarà l'actual tram ferri que uneix les dues localitats amb ample de via ibèric per al seu ús com a plataforma de rodalia.
Està previst que la xarxa de rodalia connecte amb el TRAM Metropolità d'Alacant a l'estació d'Alacant Terminal i amb el tramvia de Múrcia a l'estació de Múrcia del Carmen.
Aquest nucli de Rodalies Renfe té una importància cada vegada més gran, a causa de l'augment de població a les províncies d'Alacant i Múrcia. Els usuaris demanen, en conseqüència, un desdoblament de la via i la seua electrificació, a més de la millora dels trens. Segons dades de Rodalies Renfe, l'any 2005 aquesta línia va ser utilitzada per 2,9 milions de passatgers, i l'any 2006 van arribar als 3,8 milions: un increment del 4,5%. Alguns estudis calculen que quan es desdoblegue i s'electrifique aquesta línia, com Adif té previst, el nombre d'usuaris es multiplicarà per set.
Molts ciutadans de la Regió de Múrcia demanen també la creació d'una altra línia que unesca la ciutat de Múrcia amb Cartagena, per així millorar el transport entre les dues que utilitzen diàriament els estudiants i treballadors i que és cobert avui en dia per trens regionals. No obstant això, sembla que l'opció dels polítics murcians i espanyols és la de construir una nova línia de ferrocarril d'alta velocitat sota el Port de la Cadena perquè done servei també al nou aeroport de Corvera i unir ambdues ciutats amb un servei Avant.